# Johann Heinrich von Rhede
Johann Heinrich von Rhede (* um 1600; † unbekannt) war Domherr in Münster.

## Leben
Johann Heinrich von Rhede, Spross des niederländischen Zweigs des ursprünglich westfälischen Adelsgeschlechts Rhede, entstammte der emsländischen Familie von Rhede zu Brandlecht, die von der 2. Hälfte des 15. Jahrhunderts bis 1715 Inhaber des Lehens über die Burg Brandlecht war. Johann Heinrich war der Sohn des Johann Albrecht von Rhede zu Brandlecht und Saesfeld und dessen Gemahlin Agnes Sybille von Asbeck zu Gaer. Sein Bruder Bernhard Wilhelm (1658–1721) war Großprior des Johanniterordens und Reichsfürst von Heitersheim.
Mit dem Erhalt der Tonsur am 10. November 1635 wurde Johann Heinrich auf ein geistliches Leben vorbereitet und am 1. Juli 1636 für die Dompräbende des verstorbenen Domherrn Engelbert von Brabeck nominiert. Mit der Aufschwörung am 28. Juli auf die Geschlechter Rhede-Mansfeld, Asbeck und Schedelich kam er in den Besitz der Präbende. Johann Heinrich, der auch Domherr in Regensburg war, verzichtete am 28. November 1654 zugunsten seines Bruders Joachim Adrian. Dieser wiederum verzichtete auf seine (umstrittene) Präbende zunächst zugunsten des Herzogs Johann Friedrich von Braunschweig-Lüneburg. Schließlich verzichtete Joachim Friedrich auf Ferdinand von Fürstenberg, damit dieser seine Klage bei der Kurie in Rom zurücknahm.
Johann Heinrich heiratete Wilhelmina Friderica Ursula von Rhede zu Lengerich.